# Straight edge
För andra betydelser, se Straight edge (olika betydelser).

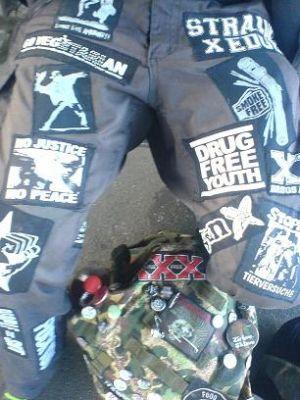
Byxor med Straight Edge-relaterade märken.

Straight Edge (ibland förkortat sXe, SxE eller Edge) är en subkultur starkt associerad med hardcorepunk. Livsstilen innebär att man avstår från tobak, alkohol, övriga rusmedel och promiskuöst sex. Ibland kopplas även vegetarianism och veganism ihop med Straight Edge. Dess flesta anhängare är i övre tonåren och upp till 25-årsåldern. De flesta överger Straight Edge i vuxen ålder. Den var mest aktiv under 1980-talet.
Subkulturen inspirerades ursprungligen av hardcorebandet Minor Threats låt Straight Edge och är mest utbredd i USA, Kanada, England och Australien.[källa behövs]
Straight Edge hör inte ihop med någon speciell världssyn, social fråga eller politisk fråga, även om vissa anhängare utgör en del av ekologism eller anarkism. 
National Edge Day infaller 17 oktober.

## Överblick
Även om subkulturen har sitt ursprung i hardcorepunk så har den vuxit sig bredare, och betonar främst nykterism från både alkohol och andra rusmedel. Straight Edge ses av en del som en motkultur mot det utbredda droganvändandet bland ungdomar, medan andra ser det som en väg till bättre psykisk hälsa. Utöver att avstå från rusmedel innebär livsstilen också ibland att avstå från promiskuöst sex, vilket ofta kopplas ihop med överdriven alkoholkonsumtion. 
Hardcorepunk har ofta förknippats med grupp "arga unga" som enats för att skapa ett nytt samhälle genom musiken. Den bilden har ofta medfört att nyanser och skiftningar inom hardcorepunkens publik missats. Publiken har inte en gemensam vision utan utgörs av många människor med olika bakgrund och olika syn på saker. Vidare har även de olika hardcorepunk-banden olika budskap vilket gör att publiken associerar begreppet Straight Edge med olika innehåll. Medan den första vågen av Straight Edges fanns i eller runt Washington (Minor Threat, G.I.'s, Faith) och Boston (SSD, DYS) 1981–83, har det kommit en helt ny era med band från hela världen som kallar sig själva Straight Edge. Utvecklingen har medfört att vissa grupper även införlivat vegetarianism och veganism i begreppet och  andra grupper progressiv politik så som djurrätt, antirasism och feminism.
Skillnader föreligger även i hur strikt Straight Edge ska tolkas. Det finns hardliners som förespråkar total "militant" renlighet, medan  andra vägrar etikettera sig själv som Straight Edge även om de lever så. Många unga Straight Edgare går till exempel inte länge runt med X på händerna.

### Relation till andlighet
Det finns ingen enighet i synen på andlighet bland anhängare av Straight Edge. Vissa anser att andlighet stör ett klart sinne, medan livsstilen i andra kretsar ofta anknyter till kristendom. Både anhängare inom Hare Krishna- och mormonrörelser har anammat livsstilen, och även muslimska anhängare förekommer, mest märkbart i Malaysia.[källa behövs]

### X:et

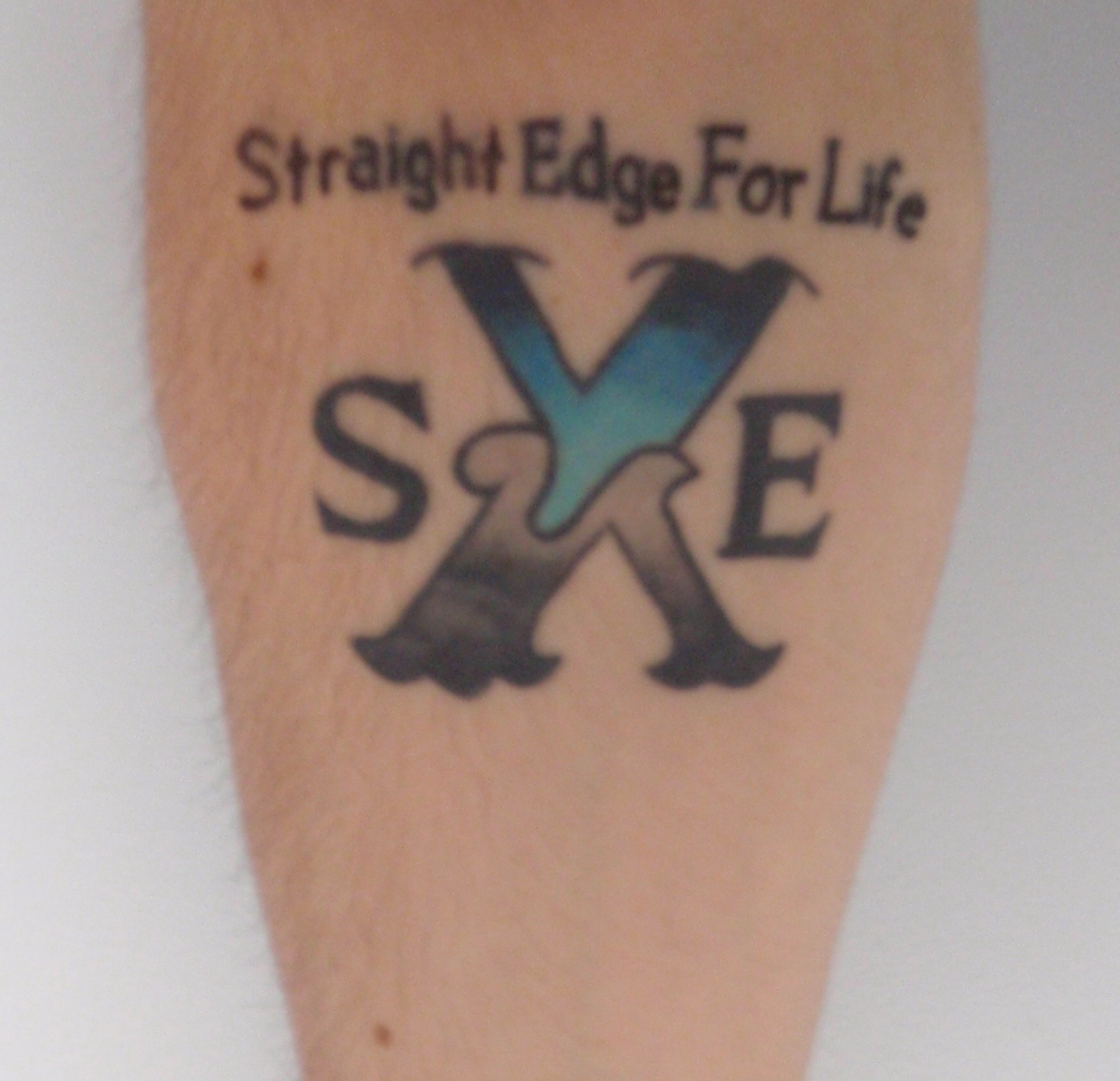

I boken Our Band Could Be Your Life[källa behövs], berättar Ian MacKaye att han ofta missade föreställningar med sina favoritband för att spelningarna ägde rum på klubbar som serverade alkohol och därför förbjöd alla under 21 år att komma in.
MacKayes band, Teen Idles, gjorde en turné på USA:s västkust 1980. I San Franciscos Mabuhay Gardens, tyckte klubbägaren att unga också skulle få se artister framträda, och hade börjat rita stora "X" på tonåringars händer med vattenfast penna som en symbol för att bartenders inte skulle servera alkohol till dem.
När de kommit tillbaka till Washington D.C., föreslog MacKaye att de lokala klubbägarna skulle göra samma sak: låta ungdomar komma in på klubbar utan rätt att köpa alkohol. Flera klubbar började med detta, och "X" ritad på handen blev snabbt en symbol för växande ställningstaganden mot alkohol och andra droger. Teen Idles' "Minor Disturbance" EP hade två händer med X på omslaget. Denna EP var också en början på vad som skulle komma att bli Straight Edge-scenen inom hardcore och punk.[källa behövs]
På punk-spelningar i USA[när?] ritades ett X på minderåriga besökares händer för att hindra dem från att köpa alkohol i baren. Krysset anammades senare av personer inom Straight Edge för att visa sin ståndpunkt gällande alkohol. Ian Mackaye, sångare i bland annat  Minor Threat, har dock sagt att det dröjde innan det blev en symbol för rörelsen eller sången, och snarare var en symbol för minderåriga punkare och ungdom. Symbolen har sitt ursprung i illustrationer gjorda av Minor Threats trummis Jeff Nelson, där han ersatte de tre stjärnorna i bandets hemstads, Washington DC, flagga med X. Bland annat användes de som logotyper för bandets skivbolag Dischord Records.
Det är också vanligt bland anhängare att märka sig med tre kryss. Kryssen har olika betydelse för olika grupper de kan till exempel stå för en förkortning för ande, kropp och själ,  men kryssen har även använts som en förkortning för Straight Edge-Hardcore.
X-symbolen är ett vanligt motiv för tatueringar, pins och kläder, och används för att markera negation och identitet. Att lägga till X i till sitt namn eller bandnamn är också vanligt i Straight Edge-kretsar, exempelvis XjohnXsmithX. Förkortningen sXe bygger också på samma logik.[källa behövs]

## Ursprunget
Det finns flera teorier om namnet Straight Edge:s ursprung. Vissa källor indikerar att termen "Straight-Edge" användes så långt tillbaka som i början av 1900-talet för att beskriva en vegetarisk eller vegansk livsstil. I Greenwich Village, New York City fanns det en vegetarisk restaurang som hette Straight Edge Kitchen under den tiden, och bilder i New York World newspaper från 1906 visar en grupp "Straight edgare" ätandes på en vegetarisk restaurang. Den vanligaste teorin är dock att namnet, och reglerna för livsstilen, kommer från Minor Threaths låttexter, bland annat Out of Step och Straight Edge.
| ”                         | Jag är en person precis som du, men jag har bättre saker att göra, än att sitta och förstöra mitt huvud, umgås med de levande döda, snorta vit skit i näsan, svimma på konserter, jag inte tänker inte ens på droger, det är något jag helt enkelt inte behöver, jag har "the Straight Edge". | „ |
| – Ur låten Straight Edge, | |   |

"Rörelsen" uppmuntrades dock aldrig av sångaren Mackaye, som såg det mer som personliga val som han hade gjort i sitt liv, snarare än ett försök till en världsvid "revolution".[källa behövs]

## Straight Edge i media
- Filmen Dark Planet: Visions of America från 2005 dokumenterar fyra subkulturer, däribland Straight Edge.
- Huvudpersonen Norah i filmen Nick and Norah's infinite playlist säger sig vara Straight Edge.

## Straight Edge i Sverige
Sveriges första Straight Edge band hette Svart parad (1984–1986). De släppte ett antal kassetter och medverkade bland annat på samlingsskivan Really fast Vol3. Senare släpptes det mesta av deras inspelningar på CD under namnet Sista kriget 1984–1986. Svart parad var starkt influerade av Minor Threat och anammade även Straight Edge-livsstilen. Bandmedlemmarna övergav dock Straight Edge livsstilen med tiden och efter bandets korta och intensiva karriär har bandmedlemmarna spelat i diverse band som ej har varit uttalat Straight Edge.[källa behövs]
I Sverige anordnades åtminstone åren 2014 och 2015 Straight Edge-turnén Spring Edge Tour av Nykterhetsrörelsens bildningsverksamhet (NBV) och Ungdomens Nykterhetsförbund (UNF).

### Straight Edge i Umeå
I mitten av 1990-talet spred sig Straight Edge till Umeå, med band som Final Exit och flera uppmärksammade attentat mot köttindustri och pälshandel. År 1997 gav Final Exit ut låten Straight Edge Terror Force.
En grupp militanta nykterister med samma namn tog på sig ansvaret för ett attentat mot Systembolagets butik vid handelsområdet Strömpilen i Umeå, natten mellan den 15 och 16 september 2006. Sju stora skyltfönster krossades och butiksentrén förstördes. "SETF" och ”äckelgift” var skrivet på väggarna. I ett pressmeddelande till lokala medier uppgav gruppen att syftet med aktionen var att ”visa på det sjuka i samhällets alkoholsyn, offentliggöra alkoholens konsekvenser”.